# Babaloo Mandel
Pour les articles homonymes, voir Mandel.
Babaloo Mandel, de son vrai nom Marc Mandel, est un scénariste américain né le 13 octobre 1949 à New York (État de New York).

## Filmographie

### Cinéma
- 1982 : Les Croque-morts en folie de Ron Howard
- 1984 : Splash de Ron Howard
- 1985 : Drôles d'espions de John Landis
- 1986 : Gung Ho, du saké dans le moteur de Ron Howard
- 1988 : Vibes de Ken Kwapis
- 1989 : Portrait craché d'une famille modèle de Ron Howard
- 1991 : La Vie, l'Amour, les Vaches de Ron Underwood
- 1992 : Mr. Saturday Night de Billy Crystal
- 1992 : Une équipe hors du commun de Penny Marshall
- 1994 : L'Or de Curly de Paul Weiland
- 1994 : Greedy de Jonathan Lynn
- 1995 : Forget Paris de Billy Crystal
- 1996 : Mes doubles, ma femme et moi de Harold Ramis
- 1997 : Drôles de pères de Ivan Reitman
- 1999 : En direct sur Ed TV de Ron Howard
- 2000 : Où le cœur nous mène de Matt Williams
- 2005 : Terrain d'entente de Peter et Bobby Farrelly
- 2005 : Robots de Chris Wedge et Carlos Saldanha
- 2010 : Fée malgré lui de Michael Lembeck

### Télévision
- 1977 : Busting Loose (3 épisodes)
- 1977-1978 : Laverne et Shirley (2 épisodes)
- 1979 : Makin' It (1 épisode)
- 1981 : Happy Days (2 épisodes)
- 1983 : Herndon (téléfilm)
- 1986 : Histoires fantastiques (1 épisode)
- 1987 : Take Five (1 épisode)
- 1988 : Channel 99 (téléfilm)
- 1989 : Knight & Daye (créateur de la série)
- 1990 : Parenthood (1 épisode)
- 1993 : A League of Their Own (2 épisodes)
- 1997 : Hiller and Diller (1 épisode)

## Nominations
- Writers Guild of America Awards 1985 : Meilleur scénario original pour Splash
- Oscars du cinéma 1985 : Oscar du meilleur scénario original pour Splash